# René Pinard
Pour les articles homonymes, voir Pinard.
René Pinard, né le 8 mars 1883 à Nantes et mort le 2 mai 1938 à Paris, est un peintre et graveur français.

## Biographie
René Étienne Pinard est né le 8 mars 1883 à Nantes; il est le fils d'un photographe nantais, Étienne-Marie Pinard, et de Célest-Laetitia Bodin, qui demeurent rue Crébillon, et l'arrière-arrière-petit-fils d'Antoine Crucy, frère de l'architecte Mathurin Crucy.
Ses premiers dessins datent de 1897. En 1901 et 1902, il prend des cours à l'école municipale de dessin de la ville de Nantes, dans la classe de Gaucher. Il est domicilié à Chantenay-sur-Loire lorsqu'il écrit pour postuler à l'admission à l'École des beaux-arts de Paris. Il y entre le 15 octobre 1902, et suit les cours du peintre Fernand Cormon. Il quitte l'école en 1905.
En octobre 1906, il intègre l'atelier de gravure à l'eau-forte de Fernand Cormon, où il obtient plusieurs récompenses en 1907 et 1908. Il obtient l'admission à l'École des beaux-arts à titre définitif.
Le 25 janvier 1909, il épouse Yvonne Touvet, élève à l'École des beaux-arts. Sa fille Renée naît le 6 novembre de la même année.
Il voyage aux Pays-Bas en 1906, et en Espagne en 1910. En 1913, il obtient le premier prix ex-æquo au concours Chenavard. L'année suivante, il connaît le succès à la Galerie Guérault, lors de la première exposition de la « Bretagne artistique », où son Port de Nantes est remarqué.
Lors de la Première Guerre mondiale, René Pinard effectue deux missions aux armées, notamment en Lorraine, entre 1916 et fin 1917. Il embarque alors sur un dragueur de mines, le Kerdonis, basé à Lorient.
Il est nommé peintre de la Marine le 13 mai 1921, et embarque sur un croiseur-école, le Jeanne-d'Arc. Ses voyages à bord le conduisent en Algérie, au Maroc et en Tunisie. Outre ces voyages, son poste de peintre officiel, pour lequel il sera reconduit tous les cinq ans jusqu'à sa mort, lui permet de participer de droit au Salon de peinture et de sculpture et de se voir décerner la Légion d'honneur, le 14 juillet 1922. Quatre jours après, il divorce, et plus tard embarque à bord du vapeur garde-pêche Petrel basé à Concarneau.
En 1923, René Pinard se voit décerner le grand prix de dessin de l'Académie des beaux-arts. Il travaille jusqu'en 1937 pour le service de la Marine, notamment en illustrant La Guerre navale racontée par ses amiraux.
Entre 1930 et 1937, il obtient une série de distinctions : en 1930, le prix d'Algérie au Salon ; en 1931, le prix de Tunisie et prix de l'institut, toujours au Salon ; en 1932, le prix du Maroc ; en 1934, le prix de la Compagnie générale transatlantique (il travaille pour cette compagnie, pour laquelle il réalise des affiches et des menus) ; en 1935, il devient membre du jury de la Société coloniale des artistes français ; en avril 1937, il obtient le prix Rixius.
Il meurt le 2 mai 1938 au sein de l'Hôpital de la Salpêtrière dans le 13e arrondissement de Paris, et est enterré au cimetière Saint-Clair le 6 mai,,,. Conformément à son souhait, un buste le représentant, sculpté par P. Nicot, est placé sur sa tombe.
Une voie de Nantes, la rue René-Pinard, dans la cité des Dervallières, lui rend hommage.

## Œuvres
Les œuvres de René Pinard recensées dans la base Joconde du ministère français de la Culture se trouvent au musée des beaux-arts de Nantes. Il s'agit de dessins et d'estampes datées entre 1898 et 1938.
René Pinard est également l'illustrateur d'un ouvrage d'art dont les textes sont de Marc Elder :
- Marc Elder (ill. René Pinard), À bord des chalutiers dragueurs de mines, Paris, Devambez, 1919, 54 p. (BNF 41674069).